# 拉沙佩勒图阿罗
拉沙佩勒图阿罗（法語：La Chapelle-Thouarault，法語發音：[la ʃapɛl twaʁo]）是法国伊勒-维莱讷省的一个市镇，位于该省中西部，属于雷恩区和雷恩都会区，其市镇面积为7.64平方公里，2022年1月1日时人口数量为2266人。
拉沙佩勒图阿罗是雷恩都会区的组成部分。

## 地名
“拉沙佩勒”意为“小圣堂”。

## 行政
拉沙佩勒图阿罗的邮政编码为35590，INSEE市镇编码为35065。

## 地理

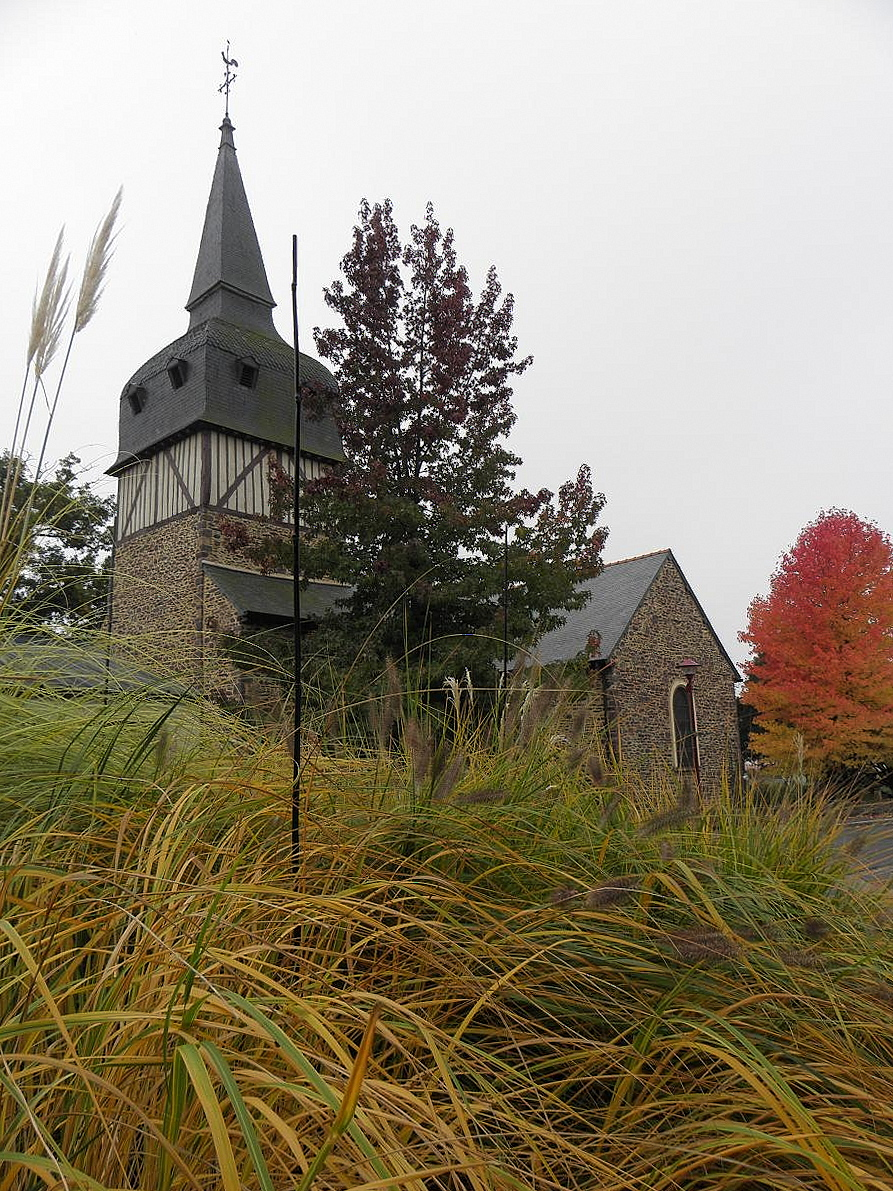
圣母小教堂

拉沙佩勒图阿罗（48°7'28"N, 1°51'56"W）位于法国西北部，布列塔尼大区东部和伊勒-维莱讷省中西部，距离省会雷恩大约16公里。
与拉沙佩勒图阿罗接壤的市镇包括：圣吉勒、桑特雷、莱尔米塔日、布勒泰伊、莫尔代勒。
拉沙佩勒图阿罗境内地势平坦，海拔在28至64米之间。
枫丹科拉溪自西南向东北流经拉沙佩勒图阿罗镇中心北部。
按照柯本气候分类法，拉沙佩勒图阿罗属于较为典型的温带海洋性气候，全年温差较小，降水分布均匀。

## 交通
伊勒-维莱讷省省道D30线、D68线和D430线在拉沙佩勒图阿罗镇中心境内交汇，另有省道D125线从境内东部地区过境。雷恩公交53路和快153线经过拉沙佩勒图阿罗境内并设有站点。

## 政治
现任拉沙佩勒图阿罗市长为雷吉娜·阿尔芒女士（Régine Armand），她是一名无党派人士。

## 人口
| 年份   | 1936 | 1946 | 1954 | 1962 | 1968 | 1975 | 1982  | 1990  | 1999  | 2005  | 2010  | 2015  | 2018  |
| ------ | ---- | ---- | ---- | ---- | ---- | ---- | ----- | ----- | ----- | ----- | ----- | ----- | ----- |
| 人口數 | 453  | 458  | 456  | 419  | 451  | 792  | 1,566 | 1,975 | 1,915 | 1,966 | 1,926 | 2,070 | 2,195 |

## 教育
拉沙佩勒图阿罗境内有一所小学。